# Amor (automobile)
Pour les articles homonymes, voir Amor.
L'Amor était une petite automobile allemande construite en nombre limité par la société Amor Automobil GmbH à Cologne de 1924 à 1925. Elle était équipée d'un moteur à quatre cylindres développant 16 ch.

## Sources
- Werner Oswald: Deutsche Autos 1920–1945, 10. Auflage, Motorbuch Verlag Stuttgart (1996),  (ISBN 3-87943-519-7), (page 434).